# Mehdi Karroubi

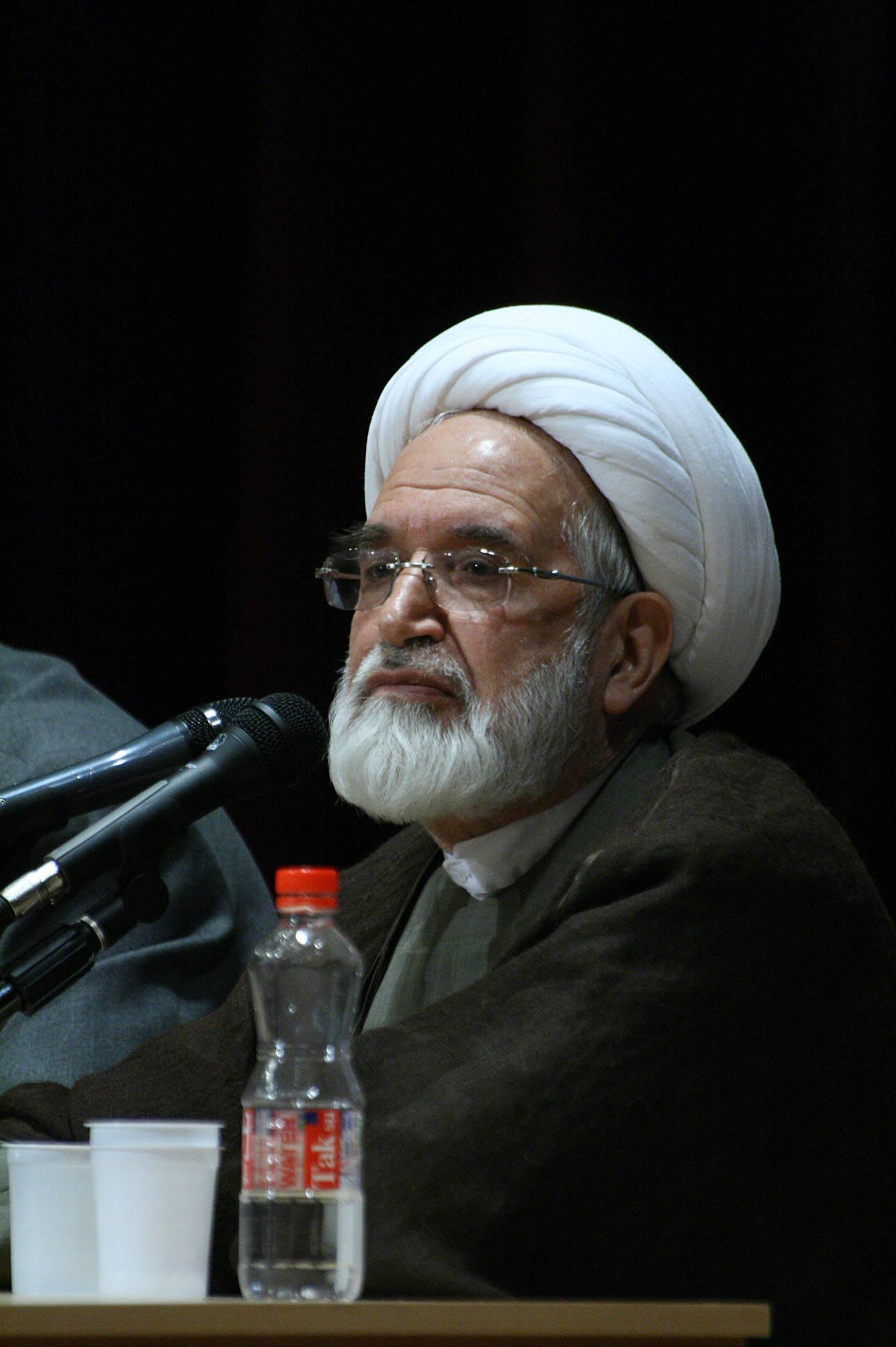
Mehdi Karroubi

Mehdi Karroubi (Aligoudarz, Lorestan, 26 september 1937 of 6 oktober 1937) is een Iraanse hervormsgezinde politicus en geestelijke. Hij is voorzitter van de National Trust Party en een voormalig oprichter en voorzitter van de Association of Combetant Clerics-partij. Van 1989 tot 1992 en van 2002 tot  2004 wad hij voorzitter van de Majlis, het parlement van Iran. In 2005 en 2009 was hij kandidaat bij de presidentsverkiezingen. Hij staat bekend als criticus van de Raad der Hoeders, maar hij steunt de hoogste leider van Iran. Zelf noemt Karroubi zich een volger van ayatollah Ruhollah Khomeini.
Karroubi maakt deel uit van Sjietische geestelijke familie. Met zijn vrouw Fatemeh, dochter uit koopmansfamilie, trouwde hij toe zij net 14 was. Hij studeerde Theologie en Rechten in Qom en Teheran. Daarbij kreeg Karroubi onder andere les van Khomeini.
In de jaren zeventig, onder het bewind van de sjah van Iran, zat Karroubi verschillende keren gevangen. Na de Iraanse Revolutie gaf hij enige tijd leiding aan een steuncomité van Khomeini.  Tijdens zijn eerste periode als voorzitter van het parlement leverde hij veel kritiek op het beleid van president Akbar Rafsanjani. Hij was het niet eens met zijn markthervormingen en buitenlandse beleid. In de herfst van 1989 richtte hij samen met andere geestelijken de Association of Combatant Clerics op. Zelf was hij daar voorzitter van. In 2005 verliet hij deze partij en richtte de National Trust Party op.
In Iran is hij een van de leidende politici als het gaat om het geven van steun aan mensenrechten voor burgers. Karroubi is een sterk bepleiter van vrouwenrechten en de aanwezigheid van vrouwen op elk sociaal niveau, ook de leiderschapspositie. Zijn vrouw Fatemeh was een van zijn adviseurs op het gebied van sociale zaken in zijn tweede periode als hoofd van het parlement. Ook komt hij sterk om voor de rechten van religieuze en etnische minderheden. Als voorzitter van het parlement bezocht hij met enige regelmaat kerken, synagogen en Zoroastianistische tempels.
Karroubi en zijn partij zijn voor een dialoog met de Verenigde Staten met het doel om het conflict tussen beide staten op te lossen. Hij staat dus ook zeer kritische ten opzichte van het buitenlandse beleid van president Ahmadinejad.
In 2005 nam Karroubi deel aan de presidentsverkiezingen. In de eerste ronde werd hij derde. De verkiezingen zouden uiteindelijk gewonnen worden door Ahmadinejad, toen nog burgemeester van Teheran. Karroubi beschuldigde onder andere de zoon van Ayatollah Khamenei van het aanzetten van verkiezingsfraude. Khameini reageerde hierop fel in het openbaar en noemde dit beneden de 'waardigheid van Karroubi. Een aantal hervormingsgezinde kranten kregen een publicatieverbod. Daarop trok Karroubi zich terug uit een aantal politieke functies. Kort daarna richtte hij de National Trust Party op en startte met een eigen krant.
Bij de presidentsverkiezingen van 2009 deed Karroubi opnieuw mee, maar hij haalde nog geen één procent van de stemmen. Ook deze verkiezingen zouden uiteindelijk door Ahmadinejad worden gewonnen. Opvallend bij deze verkiezingen was dat zijn vrouw ook campagne voerde en verschillende speeches hield. Dit is niet gebruikelijk voor vrouwen in Iran.
Na de uitbraak van de Arabische Lente en de omverwerping van de regimes in Tunesië en Egypte stelde de Iraanse overheid Karroubi uit voorzorg onder huisarrest. In augustus 2017 ging hij in hongerstaking en eiste een eerlijk proces. Hij begon weer met eten nadat de Iraanse regering toezegde om de inlichtingenofficieren weg te halen bij zijn woning. Het verzoek om een berechting lijkt niet te worden ingewilligd.
- Gemeinsame Normdatei: 1137212594
- International Standard Name Identifier: 0000 0000 4891 1226
- Library of Congress Control Number: nr97007491
- Virtual International Authority File: 36822442
- WorldCat: E39PBJfrQMhfrR38WyMQ3qyfMP